# Еюпспор
Футбольний клуб «Еюпспор» (тур. Eyüpspor Kulübü) — турецький футбольний клуб з міста Стамбул, району Еюпсултан. Кольорами клубу є лавандовий і жовтий. Домашнім стадіоном клубу є стадіон «Еюп» місткістю 2500 глядачів.

## Історія
Клуб «Еюпспор», заснований у 1919 році, грав у Стамбульській футбольній лізі з 1935 по 1938 рік. Клуб вийшов до третьої турецької футбольної ліги перед сезоном 1970—1971 років, але через 2 роки вибув до Регіональної аматорської ліги. У сезоні 1984—1985 років клуб повернувся до третьої турецької ліги, та в сезоні 1986—1987 років піднявся до другої турецької ліги як переможець групи. Однак у сезоні 1993—1994 років «Еюпспор» повернувся до третьої ліги, та знову піднявся вище у сезоні 2000—2001 років. Після невдачі в 2013—2014 роках клуб швидко повернувся вже наступного сезону, і зумів вийти до першої ліги у сезоні 2020—2021 років.
7 квітня 2024 року «Еюпспор» під керівництвом Арди Турана вперше в історії забезпечив собі вихід до Турецької Суперліги після перемоги над клубом «Алтай» з рахунком 4-1. В останньому турі сезону 2023—2024 років клуб здобув титул переможця першої ліги після перемоги на виїзді над «Ерзурумспором» з рахунком 4-0.

## Суперництво
У «Еюпспора» виражене суперництво з клубами «Касимпаша», «Фатіх Карагюмрюк» і «Бейкоз 1908», під час матчів з якими відбуваються заворушення.